# Colegio de los Sagrados Corazones de Valparaíso-Viña del Mar
El Colegio de los Sagrados Corazones de Valparaíso-Viña del Mar (SSCC Padres Franceses de Valparaíso - Chile) es una institución educativa fundada por la Congregación de los Sagrados Corazones el 30 de mayo de 1837, cuando el Cabildo de esta ciudad le concedió la licencia para formar un establecimiento educativo. 
De esta manera con 25 alumnos y sencillas salas de clases, en una casa del barrio La Matriz, tres religiosos de la Congregación de los Sagrados Corazones, iniciaban esta tarea.[cita requerida] Es el colegio particular religioso más antiguo de Chile.
El templo construido para este colegio entre 1868 y 1874, ubicado junto a él en su sede original de Valparaíso, es la Iglesia de los Sagrados Corazones, declarada Monumento Nacional de Chile en la categoría de Monumento Histórico en 2003.

## Historia
En 1825 el padre José María obtuvo de la Santa Sede la concesión del territorio de las Islas Sandwich (hoy Hawái) como territorio para misionar.
El padre Crisóstomo apoyado por monseñor Manuel Vicuña, obispo de Santiago, a fines de julio de 1837 abrió un colegio en Valparaíso que comenzó a funcionar con 25 alumnos y tres religiosos como profesores.

## Unificación
En marzo de 2008 los Colegios de los SS.CC. de Valparaíso y Viña del Mar se unificaron en colegio único, para lo cual se construyó su nueva sede en la Avenida Padre Hurtado cerca del hipódromo Valparaíso Sporting, para acoger al alumnado de ambas instituciones.[cita requerida]